# Barrage d'Ashibetsu
Le barrage d'Ashibetsu est un barrage sur la rivière Sorachi, situé dans l'île d'Hokkaidō au Japon et dont la construction s'est achevée en 1952.

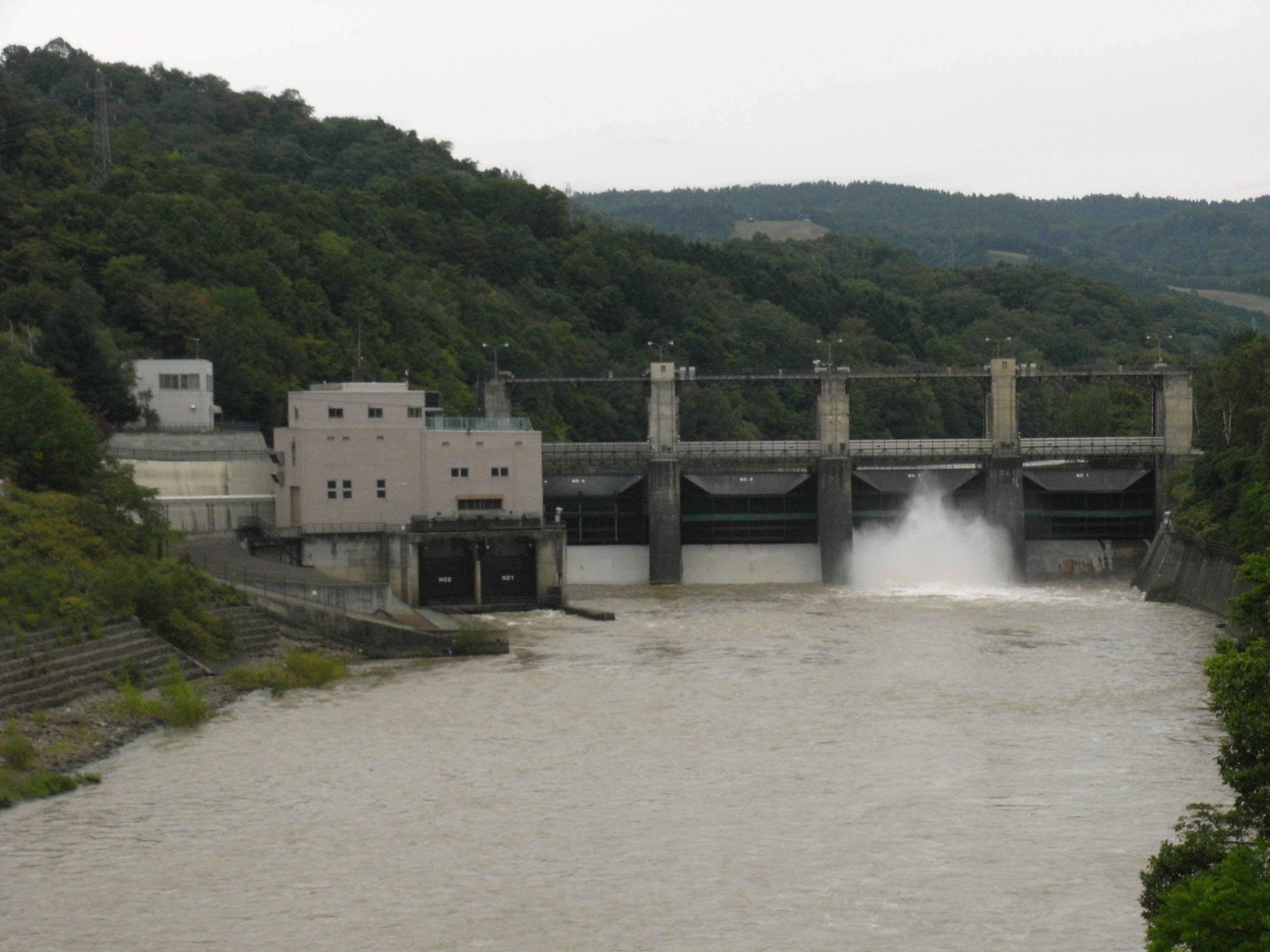
La rivière Sorachi